# 江幡哲也

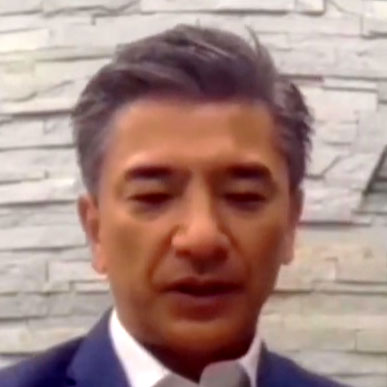
2020年撮影

江幡 哲也（えばた てつや、1965年1月1日 - ）は、日本の実業家。株式会社オールアバウト創業者・代表取締役社長兼最高経営責任者。

## 人物・来歴
神奈川県横浜市戸塚区生まれ。横浜市立大正中学校、神奈川県立金井高等学校を経て、1987年武蔵工業大学工学部電機電子工学科（自動制御研究室）卒業、リクルート入社。2000年リクルート・アバウトドットコム・ジャパン（現オールアバウト）設立、同社代表取締役社長兼CEOに就任。All Aboutを創設。2005年JASDAQに上場。2015年ディー・エル・マーケット代表取締役社長。2019年ナイルワークス社外取締役。
早稲田大学大学院経営管理研究科修了

## 著書
- 『アスピレーション経営の時代』講談社 2006年
- 『"こだわり消費"に応える経営戦略』日本経営合理化協会 2008年
- 『「好き嫌い」と経営』（楠木建編著, 共著）東洋経済新報社 2014年